# Reinhold Gölz
Reinhold Gölz (* 7. Februar 1952) ist ein ehemaliger deutscher Fußballspieler.

## Sportlicher Werdegang
Gölz spielte in der Jugend beim TSV Viernheim und dem Lokalrivalen SpVgg Amicitia Viernheim, ehe er sich dem FV 09 Weinheim in der 1. Amateurliga Nordbaden anschloss. 1975 wechselte er zum SV Waldhof Mannheim in die 2. Bundesliga. Dort kam er in den folgenden beiden Spielzeiten zu insgesamt 35 Ligaspielen. Anschließend kehrte er zum FV 09 Weinheim zurück. In der Spielzeit 1977/78 wurde er mit der Mannschaft Meister der Badenliga, in der Aufstiegsrunde zur 2. Bundesliga holte sie aber nur beim 0:0-Remis am abschließenden Spieltag gegen den Aufsteiger SC Freiburg einen Punkt.
Damit war Gölz mit dem FV 09 Weinheim für die neu gegründete Oberliga Baden-Württemberg qualifiziert. Mit der Mannschaft um Fritz Walter, Gernot Jüllich und Hans-Peter Makan platzierte er sich anfangs regelmäßig im vorderen Tabellenbereich, ehe der Klub nach dem Abgang einiger Leistungsträger rund um Walter am Ende der Spielzeit 1981/82 in die Verbandsliga Baden abstieg. Nach dem direkten Wiederaufstieg spielte er noch bis 1984 für den Klub, der am Ende der Spielzeit 1983/84 in der Oberliga die Klasse hielt.